# Centropyge nigriocella
Centropyge nigriocella is een straalvinnige vissensoort uit de familie van engel- of keizersvissen (Pomacanthidae). De wetenschappelijke naam van de soort is voor het eerst geldig gepubliceerd in 1953 door Woods & Schultz.